# Chelsea (Quebec)
Chelsea es un municipio canadiense ubicado en la región de Outaouais, Quebec. Chelsea es la sede del municipio regional de condado (MRC) de Colinas de Outaouais. Se encuentra ubicado al norte de Gatineau, a unos 15 minutos en coche de Ottawa, la capital nacional, y forma parte de la Región de la Capital Nacional.